# Хоенфинов
Хоенфинов (њем. Hohenfinow) општина је у њемачкој савезној држави Бранденбург. Једно је од 24 општинска средишта округа Барним. Према процјени из 2010. у општини је живјело 509 становника. Посједује регионалну шифру (AGS) 12060092.

## Географски и демографски подаци
Хоенфинов се налази у савезној држави Бранденбург у округу Барним. Општина се налази на надморској висини од 55 метара. Површина општине износи 21,9 km². У самом мјесту је, према процјени из 2010. године, живјело 509 становника. Просјечна густина становништва износи 23 становника/km².